# Île Kayak (Alaska)
Pour les articles homonymes, voir Île Kayak (Nunavut) et Kayak (homonymie).
L‘Île Kayak (Kayak Island) est une île américaine inhabitée dans le golfe d'Alaska.